# Tachyoryctes macrocephalus
Tachyoryctes macrocephalus е вид бозайник от семейство Слепи кучета (Spalacidae). Видът е застрашен от изчезване.

## Разпространение
Разпространен е в Етиопия.